# モーゼス夢
モーゼス 夢（モーゼス ゆめ、1988年2月1日 - 、男性）は、日本のモデル、俳優、スポーツタレント。元陸上ハードル選手。身長186cm。兵庫県尼崎市出身。日本人とアメリカ人のハーフ。2013年（平成25年）3月まではミキハウスの陸上部に所属しており、2014年（平成26年）から2015年（平成27年）までは芸能事務所B-TOKYOに所属。2016年（平成28年）からはリミックスに所属している。

## 人物・エピソード
黒人系のアメリカ人の父親と、日本人の母親の間に生まれた。父親はアメリカからやって来たプロダンサーで日本でも活躍している。なお、モーゼス夢の兄であるモーゼス未来も大学生のときまでハードルの選手（400m）だった。モーゼス夢は中学生のときに陸上を始め、ハードル選手としてオリンピックを目指していた。国際武道大学1年、2年生のときに日本ジュニアを連覇。大学時代の2009年（平成21年）に全日本インカレ陸上優勝。スーパー陸上2009では、日本人最高の2位となった。
大学生時代、陸上での疲労骨折が原因で練習が出来ない時期に知り合いから、「モデルをやってみないか」と誘われてモデルデビュー。モデルと陸上で迷っていた時期があったが、大学のコーチに、モデルと陸上とを中途半端にやらないで、と言われたため陸上で結果を出してから芸能界にいくことを決めていた。大学卒業後の2010年（平成22年）にミキハウスに実業団選手として入社する際には1月21日付のスポーツ報知で報道された。
ミキハウスでは、アスリート1本でオリンピック出場を目指し、2012年開催のロンドン五輪と2016年開催のリオ五輪に向けて励んでいたが、2013年（平成25年）3月末にミキハウスを退社。モデル活動に絞り、2015年（平成27年）からは『炎の体育会TV』などスポーツタレントとしてもテレビ出演している。
目標のタレントは照英、ケインコスギ。織田信長の家臣だった黒人侍・ヤスケのような存在も目指している。

## 主な出演作品

### バラエティ
- run for money 逃走中（2014年 - ）フジテレビ系 - ハンター
- ヒルナンデス!（2015年6月16日）日本テレビ系
- 炎の体育会TV（2015年10月31日 - ）TBS系 - 体育会陸上部新メンバー
- 水曜日のダウンタウン（2017年4月26日、8月30日）TBS系

### ドラマ
- 『人間の証明』（テレビ朝日、2017年4月） - ウィルシャー・ヘイワード役[8]
  - 俳優デビュー1作目[9]
- 『あなたの番です』（日本テレビ、2019年7月） - マイケル・デイビス 役
- 『青のSP—学校内警察・嶋田隆平—』 第5話（フジテレビ系列、2021年2月9日）- マーカス瑠偉 役

## 主な戦績

### 国際大会
| 年   | 大会                  | 場所 | 種目  | 結果 | 記録   | 備考 |
| ---- | --------------------- | ---- | ----- | ---- | ------ | ---- |
| 2009 | 東アジア競技大会 (en) | 香港 | 110mH | 5位  | 14秒12 |      |

### 日本選手権
| 年   | 大会       | 場所   | 種目  | 結果         | 記録          | 備考 |
| ---- | ---------- | ------ | ----- | ------------ | ------------- | ---- |
| 2008 | 日本選手権 | 川崎市 | 110mH | 予選棄権     | DNS           |      |
| 2009 | 日本選手権 | 広島市 | 110mH | 7位          | 13秒89 (+1.6) |      |
| 2010 | 日本選手権 | 丸亀市 | 110mH | 準決勝1組5着 | 13秒86 (+1.2) |      |
| 2011 | 日本選手権 | 熊谷市 | 110mH | 7位          | 14秒10 (-0.1) |      |
| 2012 | 日本選手権 | 大阪市 | 110mH | 予選3組7着   | 16秒97 (+0.0) |      |